# Стюарт, Джордж Хьюм
Джордж Хьюм Стюарт (George Hume Steuart; 24 августа 1828 — 22 ноября 1903) — американский военный, который 13 лет прослужил в армии США, уволился в начале Гражданской войны и вступил в ряды Армии Конфедерации, где достиг звания бригадного генерала. Получил прозвище «Мэриленд», для отличия от кавалериста Джеба Стюарта. В течение всей войны Стюарт безуспешно старался добиться сецессии своего родного Мэриленда.

## Ранние годы

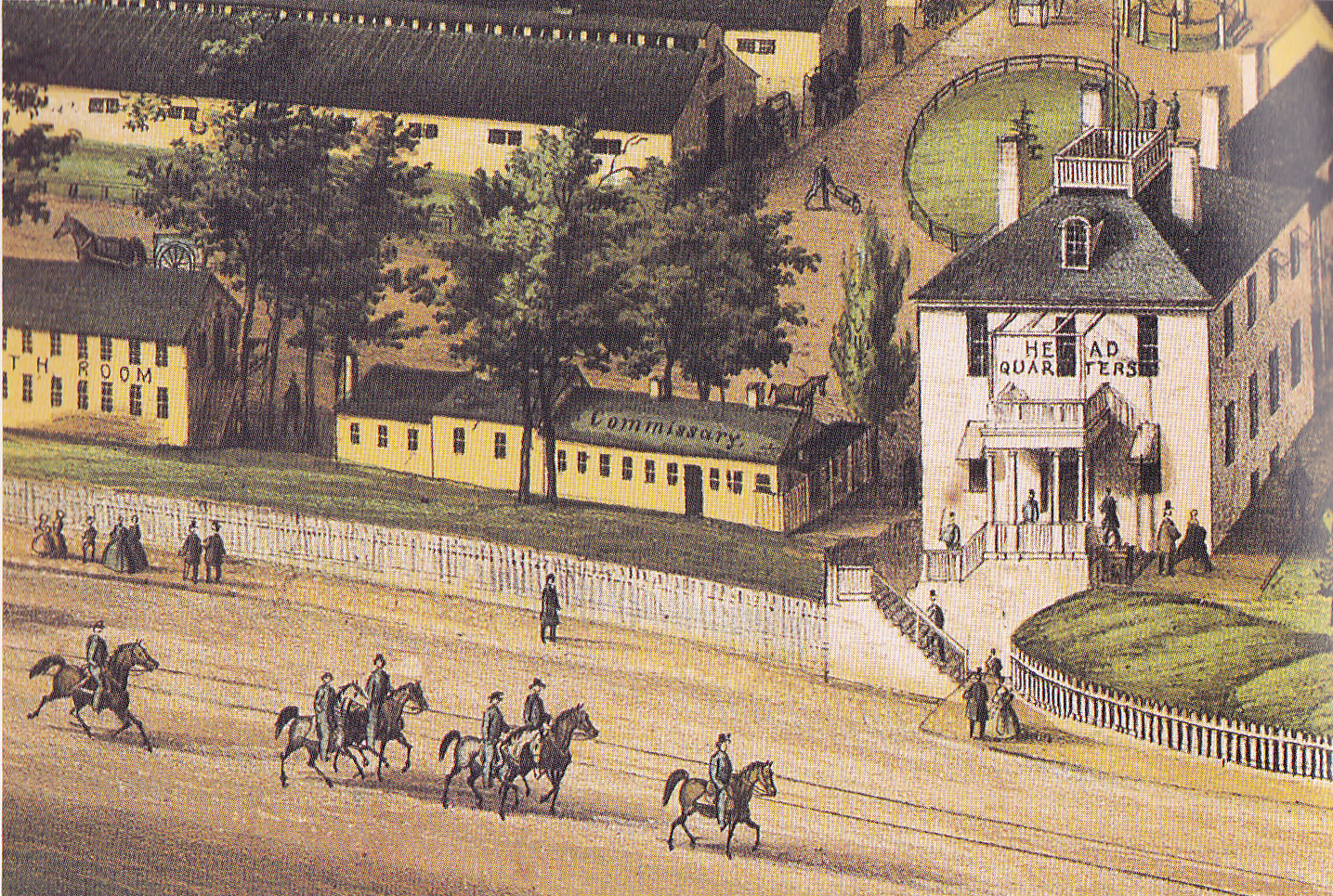
Госпиталь Джарвис в 1861 году — собственность Стюартов до войны.

Джордж Хьюс Стюарт родился 24 августа 1828 года в Балтиморе, в семье шотландского происхождения. Старший из девяти сыновей в семье, он вырос в фамильном владении, известном как Мэриленд-Сквеир, которое находилось неподалёку от пересечения современных Балтиморской улицы и улицы Монро. Стюарты были крупными плантаторами, активными сторонниками института рабства, и в их семье существовала долгая традиция военной службы. Джордж был сыном генерал-майора Джорджа Х. Стюарта и Анны Эрундель Конти (его часто путают с отцом). Генерал-майор Стюарт возглавлял мэрилендское ополчение в войну 1812 года, а после войны командовал Первой Лёгкой Дивизией мэрилендских волонтёров. Балтиморцы называли Стюартов «Старый генерал» и «Молодой Генерал». Стюарт-старший в 1842 году владел 2000 акрами земли и 150-ю рабами.
1 июля 1844 года Стюарт поступил в военную академию Вест-Пойнт, и окончил её 1 июля 1848 года, 37-м по успеваемости. Он был определён временным вторым лейтенантом во 2-й драгунский полк. Полк вёл боевые действия против индейцев и Стюарт служил в Джефферсоновских Казармах в Миссури, а в 1849 году служил на границе в Форт-Ливенворт (Канзас) и участвовал в экспедиции в скалистые Горы, 11 ноября 1849 года получил постоянное звание второго лейтенанта. 3 марта 1855 года стал первым лейтенантом регулярной армии, а 20 декабря 1855 года получил звание капитана 1-го кавалерийского полка. Участвовал в Чейенской экспедиции в 1856 и в мормонских войнах 1857—1858, а также в экспедиции против команчей в 1860.
14 января 1858 он женился на Марии Кинзи. Они встретились в Канзасе и после свадьбы жили в Форт-Левенворт. У них было две дочери — Мария (1860-) и Анна (1864-).

## Гражданская война
Несмотря на то, что Мэриленд остался в составе Федерации, симпатии Стюарта были на стороне юга. В апреле 1861 года он командовал балтиморским городским ополчением, как раз в те дни, когда федеральные войска заняли город. В письме отцу Стюарт написал:
«Я не испытывал ничего, кроме отвращения, наблюдая во время своего пути эти безумные восторги по поводу Союза… Похоже, что мы обречены маршировать вместе с этими войсками, захватившими наш штат, и переживать все последствия оккупации.»
16 апреля 1861 года он уволился из федеральной армии и вступил в армию Конфедерации в звании капитана кавалерии. То же самое сделал его отец, майор федеральной армии, несмотря на свой возраст (ему был 71 год). Это решение дорого обошлось Стюартам: федералы конфисковали его фамильный дом и 25 мая 1862 года он был превращён в госпиталь. Стюарта приветствовали на Юге как «одного из самых одарённых сыновей Мэриленда», и его поступок породил надежду, что другие мэрилендцы последуют его примеру.

### Первый Булл-Ран
Вскоре Стюарт стал подполковником новосформированного 1-го Мэрилендского пехотного полка, который входил в состав бригады Арнольда Элзи в армии Шенандоа. Эта бригада последней приняла участие в первом сражении при Булл-Ран. В финале сражения  генерал Эдмунд Кирби Смит лично возглавил бригаду, сместив Элзи на роль командира 1-го Мэрилендского полка, но вскоре он был ранен, Элзи снова возглавил бригаду, а Стюарт - полк. Бригада вышла к ручью Чинн-Брэнч и открыла огонь по двум федеральным полкам: 2-му Вермонтскому полку полковника Уайтинга и 4-му Мичиганскому полку полковника Берри. Бригада Элзи заставила противника отступить с холма и сама заняла холм. Это было последний бой того сражений.
После сражения Элзи получил звание генерала, а Стюарт был повышен до полковника. Скоро он заслужил репутацию любителя дисциплины и сторонника жёстких мер управления. Говорили, что он лично проверял бдительность своих часовых, прокрадываясь мимо их постов. Эти меры в скором времени сказались на боеспособности и моральном духе его полка. Майор Голдсборо, который служил в его полку под Геттисбергом, позже писал: «Это была не просто любовь к чистоте лагеря, но и настоящее желание здорового и комфортного существования для его людей. Он был упорен в своих санитарных требованиях, и вы могли возражать ему в чём угодно, но только не в этом». Джордж Вильсон Бут, который служил в полку под Харперс-Ферри, писал потом в мемуарах: «В его умелых руках этот полк скоро стал гордостью армии и прославил Мэриленд на всём Юге».

### Кампания в Шенандоа и первый Винчестер
6 марта 1862 года Стюарт был повышен до бригадного генерала и получил бригаду в составе дивизии генерал-майора Ричарда Юэлла, с которой принял участие в кампании в долине Шенандоа. 24 мая Джексон передал Стюарту два кавалерийских полка — 2-й и 6-й Вирджинские Кавалерийские. В Первом сражении при Винчестере 25 мая 1862 года федеральная армия была разбита и начала отступать. Сложились все условия для преследования, но Джексон не смог найти свою кавалерию. Джексон послал лейтенанта Пендлетона на поиски Стюарта, и тот наконец, передал Стюарту приказ преследовать отступающую пехоту Бэнкса, но Стюарт отказался подчиниться приказу и стал ждать приказа от своего непосредственного начальника, генерала Юэлла. Пендлетон в итоге отыскал Юэлла, который, удивившись, отдал таки приказ о преследовании. Стюарт всё же настиг противника и взял множество пленных.
Причины медлительности Стюарта до сих пор не очень ясны. Джексон никак не осудил его действия, несмотря на то, что вообще был сторонником жёсткой дисциплины. Возможно, его мягкость объясняется тем, что Стюарт был своего рода «лицом Мэриленда», а на юге старались не портить отношения с мэрилендцами, надеясь переманить их на свою сторону.
2 июня, вскоре после сражения, произошёл неприятный инцидент: 2-й Вирджинский кавполк был по ошибке обстрелян 27-м Вирджинским пехотным полком. Полковники Томас Флорноу и Томас Манфорд пришли к генералу Юэллу и попросили передать кавполки под управление Тернера Эшби, который только что был повышен до бригадного генерала. Юэлл согласился и обратился к Джексону за подтверждением. Джексон дал своё согласие и до конца войны Стюарт прослужил в пехоте.

### Сражение при Кросс-Кейс
В сражении при Кросс-Кейс (8 июня 1862) Стюарт командовал 1-м мэрилендским полком, который был атакован превосходящими силами противника, но устоял. Однако, Стюарт был тяжело ранен в плечо шрапнелью и вынесен с поля боя. У него была повреждена ключица, лечение проходило неудачно и только в августе кусок шрапнели удалось извлечь. В результате Стюарт не мог участвовать в боях до мая 1863 года. Таким образом, по иронии судьбы он не участвовал в Мэрилендской кампании.

### Геттисбергская кампания
После выздоровления и возвращения в армию Стюарт был назначен командующим 3-й бригадой (численностью 2200 человек) в составе дивизии Эдварда Джонсона. Прежний командир дивизии, генерал Рэлей Колстон, был отстранён от командования генералом Ли, который был разочарован его действиями в сражении при Чанселорсвилле. Бригада состояла из шести полков:
- 1-й Мэрилендский батальон: подп. Джеймс Херберт
- 1-й Северокаролинский полк: подп. Гамильтон Брайн
- 3-й Северокаролинский полк: май. Уильям Парсли
- 10-й Вирджинский полк: полк. Эдвард Уоррен
- 23-й Вирджинский полк: подп. Саймон Уалтон
- 37-й Вирджинский полк: май. Генри Вуд

Конкуренция между полками разных штатов становилась проблемой, и Ли надеялся, что Стюарт сумеет навести в дивизии порядок. Кроме того, на этом этапе войны генерал Ли ощущал острую нехватку опытных командиров. Стюарт командовал полком всего месяц к тому моменту, как началась Геттисбергская кампания.
В июне 1863 года армия Ли вошла в Мэриленд и во второй раз перенесла войну на территорию Союза. Говорят, что Стюарт спрыгнул с лошади и поцеловал землю. Один из его офицеров писал: «Мы любили Мэриленд, мы чувствовали, что его удерживают в Союзе против его воли, и мы горели желанием освободить его». Наступление на первых порах шло удачно. Во втором сражении при Винчестере (13-15 июня) Стюарт сражался в дивизии Джонсона и много сделал для победы Конфедерации, захватив около 1000 солдат противника в плен, понеся при этом сравнительно небольшие потери — 9 убитыми и 34 ранеными.

### Геттисберг
В битве при Геттисберге Стюарту пришлось штурмовать Калпс-Хилл. Его люди прибыли на поле боя вечером 1-го июля, они только что совершили переход в 210 километров от самого Шарпсберга, причём многие были босы. Бригада была брошена в бой ночью, они атаковали высоту Малый Калпс-Хилл, но смогли занять только часть федеральных укреплений. Утро 3-го июля федеральная артиллерия открыла ураганный огонь по позициям бригады Стюарта с дистанции 500 метров. Бригаде пришлось выдерживать много часовые атаки противника, она почти израсходовала боеприпасы, но удержала позицию. Днём генерал Джонсон приказал провести фронтальную штыковую атаку позиций противника. Стюарт высказался категорически против, но вынужден был подчиниться. Силами нескольких полков он атаковал позиции трёх федеральных бригад. Потери были огромны. Вся дивизия Джонсона потеряла около 2000 человек, из них на долю бригады Стюарта пришлось около 700. Позже, 8-го июля, в бригаде насчитывалось 1200 человек — из 2200 её изначального состава. За десять часов боя 2-й мэрилендский и 3-й северокаролинский полки потеряли примерно половину или даже две трети своего состава.
И хотя бригада храбро сражалась в тяжелейших условиях, ни один её офицер не был упомянут Джонсоном в его рапорте.

### Глушь и Спотсильвейни
Летом 1864 года Стюарт участвовал в Битве в Глуши, где от ран погиб его брат, лейтенант Уильям Джеймс Стюарт (1832—1864). Стюарт снова сражался в составе дивизии Джонсона, которая удерживала центр оборонительной линии корпуса генерала Юэлла. Стюарт водил свой северокаролинский пехотный полк в атаку на ньюйоркцев, нанеся им урон примерно в 600 человек.
Через несколько дней во время сражения при Спотсильвейни (8-21 мая) Стюарт попал в плен вместе с большей частью своей бригады, когда защищал позицию, известную как «подкова мула». Этот участок находился в центре оборонительной линии армии генерала Ли, стратегически важный, но открытый для атак с трёх сторон. Ночью 11 мая командование отвело артиллерию с этого участка, предполагая, что Грант не повторит атаку на этом участке. Стюарт заметил приготовления противника и просил Джонсона вернуть артиллерию. Однако, незадолго до рассвета 12 мая федеральные силы в составе трёх дивизий (из корпуса Хэнкока) пошли в атаку на «подкову мула» в густом тумане, застав противника врасплох. Обороняющиеся были измотаны, страдали от плохой пищи, артиллерия их не поддержала и порох промокшим во время ночного дождя, поэтому атака превосходящих сил противника оказалась успешной и вирджинская бригада перестала существовать. После рукопашного боя Стюарт был вынужден сдаться полковнику 148-го пенсильванского полка, Джеймсу Беверу. Бевер спросил Стюарта: «Где ваша шпага, сэр?», на что генерал ответил: «Вы разбудили нас так рано, сэр, что у меня не было времени её надеть». Стюарт был доставлен к генералу Хэнкоку, который встречал в Вашингтоне Марию, жену Стюарта, и хотел передать ей новости о муже. Хэнкок протянул ему руку, спросив: «Как вы, Стюарт?», но Стюарт отказался пожать ему руку, несмотря на то, что они были друзьями до войны. Он ответил: «Учитывая все обстоятельства, генерал, я отказываюсь брать вашу руку», на что Хэнкок, как считается, ответил: «А при всех других обстоятельствах, генерал, я вам её не буду предлагать». После этой сцены оскорблённый Хэнкок отправил Стюарта в тыл вместе с остальными пленными.
После сражения Стюарт был отправлен в Чарльстон и попал в тюрьму на Хилтон-Хед-Айленд, где он и другие офицеры оказались под обстрелом конфедеративной артиллерии. Спотсильвейни стало концом его бригады. Дивизия Джонсона, которая до сражения насчитывала 6800 человек, теперь сократилась до одной бригады. 14 мая бригады Уолкера, Джонса и Стюарта были сведены в одну небольшую бригаду под командованием полковника Терри из 4-го вирджинского полка.

### Питерсберг и Аппоматокс
Стюарт был освобождён по обмену в конце лета 1864 года и снова стал командовать бригадой Северовирджинской армии — в дивизии генерала Пикетта. Теперь его бригада состояла из 9-го, 14-го, 38-го, 53-го и 57-го вирджинских полков. Во время осады Петерсберга они обороняли траншеи к северу от реки Джеймс.
Он командовал бригадой в той же дивизии во время Аппоматоксской кампании, в сражении при Файв-Фокс и в сражении при Сайлерс-Крик. При Файв-Фокс генерал Пикетт отвлёкся на ловлю рыбы, оставив Стюарта командующим — как раз в момент крупной атаки федеральных войск, когда Шеридан бросил почти 30 000 человек против 10 000 человек дивизии Пикетта. Последствия были страшнее, чем при Спотсильвейни — почти 5000 человек попало в плен.
Стюарт продолжал сражаться до самого конца, пока не был окружён вместе с генералом Ли под Аппоматоксом 9 апреля 1865 года. Его бригада была в числе последних 22-х бригад генерала Ли — всё, что осталось от изначальных 146 бригад.

## Послевоенная деятельность
После войны Стюарт вернулся в Мэриленд, присягнул на верность Союзу и стал заниматься сельским хозяйством на ферме Маунт-Стюарт около Эджуотера. Он служил так же командиром мэрилендской дивизии в Союзе Ветеранов Конфедерации (UCV). Он умер в возрасте 75 лет на Саус-Ривер после долгой болезни. Он похоронен на кладбище Грин-Моунт в Балтиморе вместе с женой Марией, которая умерла через три года, в 1906 году. У него остались две дочери — Мария и Анна. Так как Мэриленд в основном остался лоялен Союзу, то ничего удивительного в том, что памятник Стюарту так и не был установлен в его родном штате.